# Mellerio dits Meller
Mellerio dits Meller est une maison de joaillerie française, fondée en 1613, et toujours en activité au XXIe siècle.
Mellerio est installée rue de la Paix, à Paris, et possède des succursales au Luxembourg et au Japon. Elle est membre du Comité Colbert et des Hénokiens, club international composé d'entreprises familiales bicentenaires.
La quatorzième génération représentée par Laure-Isabelle Mellerio, dirige à présent l'entreprise familiale.

## Historique

### Les origines
D'après les archives personnelles de la famille, « pendant la Renaissance, des Mellerio, parmi d'autres colporteurs originaires de Craveggia, quittent leur vallée du nord de l'Italie, le Val Vigezzo, pour venir commercer en France ». La famille arrive en France en 1515, après les guerres d'Italie, pour exercer le métier de fumiste ou de colporteur de l’autre côté des Alpes.
Le 10 octobre 1613, les habitants de trois villages du Val Vigezzo - Craveggia, Malesco et Villette - obtiennent de la régente Marie de Médicis, passionnée de diamants et perles précieuses, le privilège d'exercer librement leurs activités de colporteurs sur tout le royaume de France, leur permettant d'exercer leur commerce sans être soumis aux statuts corporatifs : « Le roi permet aux suppliants de porter du cristal taillé, quincaillerie et autre menue marchandise meslée entre la dite ville de Paris et ailleurs partout le royaume »,.
Un Mellerio figure parmi les trois « consuls » (Jean Mellerio di Craveggia, Jacque Pidò di Villette et Tadini di Malesco) chargés de représenter les intérêts des habitants des trois villages récipiendaires de ces Privilèges. À ce titre, il possède l'une des trois clefs du coffre dans lequel est toujours préservée la copie des Privilèges, à la mairie de Craveggia.
Si Mellerio ne figure pas parmi les joailliers ou les orfèvres du Roi, personnages prestigieux et souvent anoblis, ni parmi les orfèvres et joailliers des XVIIe et XVIIIe siècles avant la Révolution française, un acte juridique datant de 1755 fait état du gain de cause de Jacques Mellerio, joaillier, contre les Corporations du Havre en vertu des Privilèges cités plus haut. Ce document est aujourd'hui conservé dans les archives de la Maison Mellerio ainsi qu'aux Archives Nationales. Les archives de la Maison contiennent également un livre de comptes datant de 1776, témoignant de l'activité de joaillier des Mellerio avant la Révolution.
Les archives du Corps des orfèvres de Paris ainsi que les listes des gardes et grands-gardes de Paris ou d'autres villes ne mentionnent aucun membre de cette famille, ses membres n'ayant acquis la nationalité française qu'en 1870 et bénéficiant de l'avantage de pouvoir commercer en France sans être soumis aux lois corporatistes qui régissaient les métiers de joaillier et d'orfèvre.

### Le commerce avec la cour
Selon la légende, un Jean-Baptiste Mellerio aurait placé son étal devant le château de Versailles et la reine Marie-Antoinette lui aurait acheté quelques bijoux qu'il présentait dans une marmotte (petit coffre servant à transporter les bijoux et que la famille conserve toujours), ce qui fera connaitre son entreprise en haut lieu.
Voici ce qu'en dit l'entreprise : « Le lien privilégié qui unit Mellerio à la plus charmante et la plus majestueuse des reines se tisse en 1777. Cette année-là, Jean-Baptiste Mellerio, petit orfèvre-joaillier italien de douze ans s’est installé avec quelques marchandises devant les grilles du Château de Versailles. La Reine Marie-Antoinette, revenant de sa promenade remarque ce singulier marchand et donne ordre à sa suite d’aller regarder ce qu’il propose. La table est arrangée avec soin et Jean-Baptiste fait valoir ses bijoux avec tant de persuasion que la dame d’honneur est séduite et acquiert quelques pièces. Rapidement, le jeune homme intéresse, se fait connaître, exécute avec promptitude et intelligence les petites commandes qu’on lui passe, et devient bientôt fournisseur de la Reine. »

### Première entreprise officielle en 1796
La première « Maison Mellerio » dont on peut identifier les traces a été fondée en 1796, après la Révolution française qui avait créé le vide dans l'ancien corps privilégié des orfèvres parisiens, dont beaucoup avaient également fait faillite à la fin de l'Ancien Régime. Jean-Baptiste Meller, ancien colporteur, s’installe alors rue Vivienne à Paris, à l’enseigne « Mellerio – Meller à la Couronne de Fer ». 

L'historienne de la joaillerie Jacqueline Viruega donne aux Mellerio un parcours historique différent : « François Mellerio (1772-1843), venu en France en 1784, reste à Paris sous la Révolution, s’engage dans l'armée républicaine, est en 1796 commis chez un bijoutier milanais. En 1801, il ouvre rue du Coq-Saint-Honoré une maison modeste mais qui réussit bien. Présenté à Joséphine, il fait des affaires avec les bonapartistes et devient le fournisseur de l’impératrice. En 1815, il s’installe avec son frère Jean-Jacques Mellerio au 22, rue de la Paix, sous la raison sociale Mellerio dits Meller frères ».
Jean Baptiste et François sont cousins. Jean Baptiste adoptera une des filles de François: Pauline.

### L'expansion auXIXesiècle

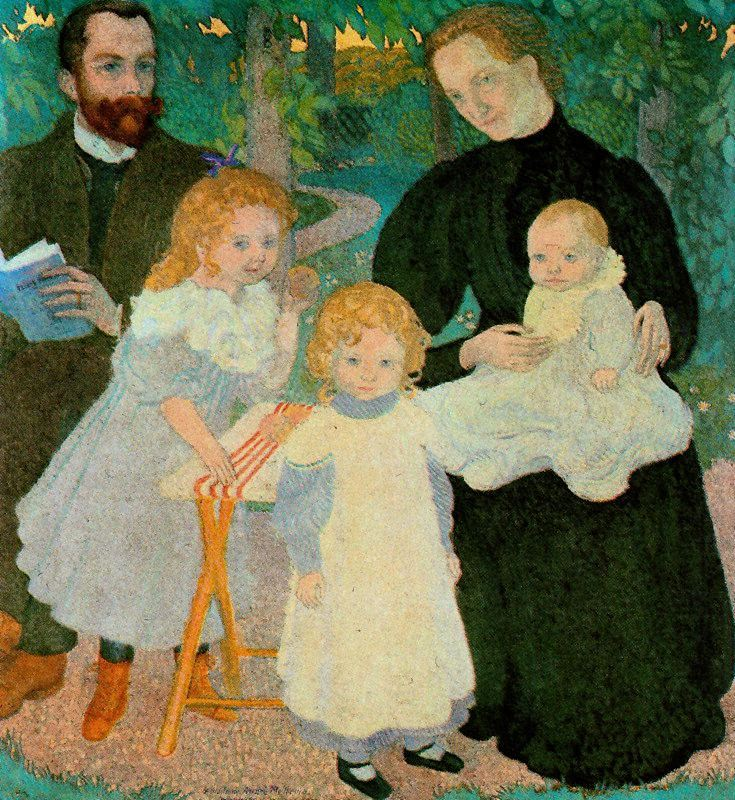
Œuvre de Maurice Denis, La famille Mellerio, 1897, Musée d'Orsay, où figure André Mellerio, critique d'art.

Dès le XIXe siècle, cette entreprise nouvelle, devient le fournisseur des rois et des reines de France et d'autres têtes couronnées d'Europe. Au XIXe siècle, elle s'installe durablement comme un des grands artisans joaillers d'Europe. Elle travaille pour Napoléon Ier, l'impératrice Joséphine, et les sœurs de l'empereur, Pauline Borghèse et Caroline Murat.
En 1815, sous le Premier Empire, elle s'installe au 9, rue de la Paix, à Paris, lors du creusement de la rue, prolongé par la place Vendôme.
Elle crée notamment à cette époque de nombreux objets liturgiques, dont la couronne de l'archange Michel (des fac-similé de la couronne sont dans la maison du Pèlerin de Saint-Michel) ou celle des statues de Lisieux, de Notre-Dame de Fourvière, de Notre-Dame de Lourdes ou du Sacré-Cœur.
Sous le Second Empire, elle fournit notamment l'impératrice Eugénie et la princesse Mathilde.
Pour l'Exposition universelle de 1867, Mellerio crée un diadème en platine, sans doute le premier du genre dans ce matériau. Il est acquis par la reine d'Espagne Isabelle II pour sa fille ; de nos jours, l'objet est encore porté par des membres de la famille royale.

### AuxXXeetXXIesiècles

Coupe des Mousquetaires.

En 1935, Charles Mellerio réalise les chandeliers du maître-autel et le tabernacle de l'église Sainte-Odile de Paris. Ce dernier représente le visage du Christ.
Depuis 1956, Mellerio fabrique le Ballon d'or.
En 1981, elle crée la Coupe des Mousquetaires qui remplace les coupes plus classiques attribuées aux vainqueurs de Roland-Garros.
En 1993, Elle crée la montre originale de forme ovoïde, la Neuf, qui obtient le cadran d'or. La montre n°1, en or et brillants, est offerte par son père à la princesse Masako à l'occasion de son mariage avec le prince héritier du Japon le 9 juin 
En 2010, elle s’est restructurée en une holding familiale dirigée aujourd'hui par Laure-Isabelle Mellerio qui représente la quatorzième génération des Mellerio depuis 1613. Elle est membre du Comité Colbert.

### Les poinçons anciens
- Poinçons sous Louis XIV[23] :…
- Poinçons sous Louis XV :…
- Poinçons sous Louis XVI et Marie-Antoinette :….
- Il n'existe pas de poinçons de Mellerio a ces époques et le ministère de la Culture n'en enregistre pas dans la base des poinçons français[24].

## Les dirigeants de l'entreprise familiale
- Jean-Baptiste Mellerio (1765-1850)
- François Mellerio (1772-1843)
- Jean-François Mellerio (1815-1896)
- Raphaël Mellerio (1847-1933)
- Charles Mellerio (1879-1978), Bernard Mellerio (1885-1969) et Maurice Mellerio (1877-1971)
- Emile Mellerio (1910-1967) et Hubert Mellerio (1913-2002)
- François Mellerio (né en 1943) et Olivier Mellerio (né en 1945)
- Laurent Mellerio (1959-2018)
- Laure-Isabelle Mellerio (née en 1970)

## Pour approfondir